# 菲利普·戴高乐
菲利普·戴高乐（法語：Philippe de Gaulle，1921年12月28日—2024年3月13日），法国的政治家，海军上将，是法国总统夏尔·戴高乐与伊冯娜·戴高乐的大儿子，曾担任巴黎参议员。

## 作品
- 《De Gaulle》（1989年）
- 《Mémoires accessoires 1921-1946》（1997年）
- 《Mémoires accessoires 1947-1979》（2000年）
- 《Les Trente Jours qui ont fait de Gaulle》（2002年）
- 《De Gaulle, mon père》（2004年）
- 《Mon père en images》（2006年）